# ساعت شنی

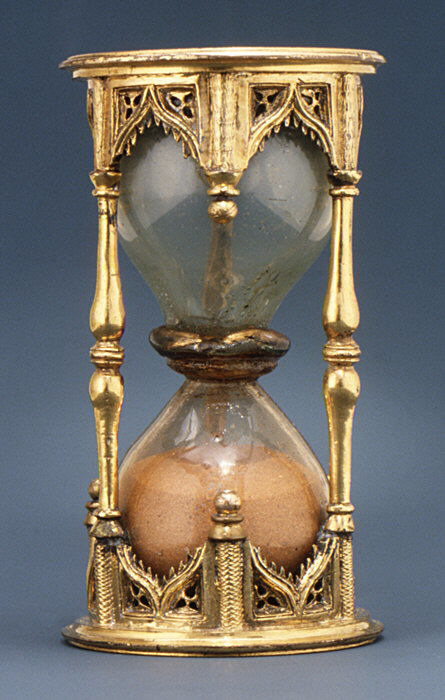
ساعت شنی شیشه ای نیم ساعته آلمانی (مربوط به ربع اول قرن شانزدهم) برنز-طلاکاری شده و نقره-طلاکاری شده - موزه هنر متروپولیتن (شهر نیویورک)

ساعت شنی یا ساعت ماسه ای یک نوع زمان سنج می‌باشد که در قرن هشتم توسط یک کشیش اختراع گردید.
ساعت شنی از دو حباب شیشه‌ای چسبیده به هم تشکیل شده که میان آنها، سوراخ باریکی برای رد شدن شن یا ماسه تعبیه گردیده تا شن‌ها به تدریج از حباب بالا به حباب پایین منتقل شود. سپس ظرف را وارونه می‌کردند و همان عمل تکرار می‌شد. با معلوم شدن تعداد دفعات جابجا شده شن‌ها در حباب‌ها، حدود تقریبی زمان مشخص می‌گردید.
با گسترده شدن هنر شیشه گری این ساعتها نیز با دقت و ظرافت بیشتری ساخته شدند.
از قرن ۱۶ تاکنون این ساعت جهت نشان دادن زمان به صورت جاری و مستمر به کار نمی‌رود، بلکه از آن برای مشخص کردن شروع و پایان کاری استفاده می‌شود و فقط برای فواصل زمانی محدود کاربرد دارد. به عنوان مثال در کلیساها برای نشان دادن زمان دعا، در کشتی‌ها جهت مشخص کردن نوبت نگهبانی یا مشخص کردن سرعت کشتی‌ها از آن استفاده می‌شد. همچنین در مجلس عوام انگلستان این نوع ساعت وجود دارد که زمان دو دقیقه را نشان می‌دهد و این زمانی است که زنگ‌ها برای دعوت نمایندگان به رای دادن نواخته می‌شود.
امروزه از این ساعت در ترکیب‌ها و شکل‌های متفاوت و بیشتر به عنوان وسیله تزئینی استفاده می‌شود.